# بول مارشال جونسون الابن
بول مارشال جونسون الابن (Paul Marshall Johnson, Jr.) هو مهندس أمريكي وقائد المروحية المدنية، من مواليد 8 مايو 1955م. وتم قتله وقطع راسه على يد تنظيم القاعدة في السعودية

## اختطافه وقتله
تعرض بول مارشال جونسون، للاختطاف من قبل تنظيم القاعدة حيث تم قتله وتصوير عملية فصل رأسه عن جسده، وتم العثور على راسه بتاريخ 18 يونيو 2004م. أما جسده فلم يتم العثور على مكانه الى اليوم.
في 12 يونيو 2004، تم إيقاف جونسن، الذي كان يعمل في شركة لوكهيد مارتن على ترقية طائرات الهليكوبتر الهجومية من طراز AH-64A Apache في السعودية، عند نقطة تفتيش وهمية بالقرب من الرياض، ثم تم اختطافه. وادعى خاطفوه أنهم ينتمون إلى تنظيم القاعدة في جزيرة العرب. نشر التنظيم، الذي كان يقوده عبد العزيز المقرن، فيديو لجونسن معصوب العينين على موقع إسلامي في 15 يونيو 2004، وهددوا بقتله ما لم يتم الإفراج عن جميع السجناء المنتمين للقاعدة في السجون السعودية خلال 72 ساعة.
فور إصدار الفيديو، بدأت السلطات الأمريكية والسلطات السعودية في التعامل مع حالة الرهينة. وأكدت كل من الولايات المتحدة والسعودية أنهما لن تستجيبا لمطالب الخاطفين. شملت هذه المطالب، من بين أمور أخرى، إطلاق سراح جميع المسلحين المحتجزين في السعودية. تم إصدار الفيديو في نفس اليوم الذي تعهد فيه ولي العهد عبد الله بتعزيز الأمن والتحقيقات ضد الجماعات الإسلامية المتشددة في السعودية.
نشر أحد زملاء جونسن السعوديين، عبد الله المومين، رسالة التماس إلى الخاطفين عبر قناة العربية. وطلب منهم، باسم الإسلام، إطلاق سراح جونسن لأنه لا علاقة له بالجيش الأمريكي. وقال عبد الله: "إذا كانوا حقًا مسلمين يجب عليهم إطلاق سراحه".
جاء اختطاف جونسن في وقت كانت فيه أعمال العنف ضد الأجانب في السعودية قد زادت. في الأسبوع السابق، تعرض الصحفيان البريطانيان فرانك غاردنر و سيمون كومبرز لإطلاق نار، كما تم إطلاق النار على أمريكيين آخرين في الرياض.
فيما بعد، وُصف سلطان الحاسري بأنه كان له دور في اختطاف وقتل جونسن. وتم إدراجه لاحقًا في قائمة السعوديين المطلوبين في قضايا الإرهاب، وقتل في تبادل لإطلاق النار في يوليو 2005.